# Чиликоти (Илиноис)
Чиликоти (енгл. Chillicothe) град је у америчкој савезној држави Илиноис. По попису становништва из 2010. у њему је живело 6.097 становника.

## Демографија
Према попису становништва из 2010. у граду је живело 6.097 становника, што је 101 (1,7%) становника више него 2000. године.
| Група             | 2000.         | 2010.         |
| Белци             | 5.706 (95,2%) | 5.755 (94,4%) |
| Афроамериканци    | 13 (0,2%)     | 15 (0,2%)     |
| Азијати           | 10 (0,2%)     | 17 (0,3%)     |
| Хиспаноамериканци | 210 (3,5%)    | 251 (4,1%)    |
| Укупно            | 5.996         | 6.097         |